# Zärtliche Cousinen
Zärtliche Cousinen ist ein Erotikfilm des britischen Fotografen David Hamilton.

## Handlung
Sommer 1939 in der Provence. Der vierzehnjährige Julien besucht seine Familie in einem kleinen Hotel auf dem Land, mit ihnen unter anderem ein deutscher Wissenschaftler und seine Tochter. Julien ist in seine etwas ältere Cousine Julia verliebt, die ihn jedoch ignoriert. Dann zieht auch noch Charles ein, ein Mittzwanziger, der Julia den Hof macht. Julien versucht alles Mögliche, um seine Angebetete zu erreichen. Dabei macht ihm die Tochter Liselotte des Wissenschaftlers Professor Schönberg Avancen.
Dann bricht der Zweite Weltkrieg aus, und die Männer müssen zum Militär. Nun werden Männer knapp, und selbst Julien wird für Frauen interessant. Unter anderem versucht ihn das Dienstmädchen zu verführen, was Juliens Mutter unterbindet. Sein erstes Mal hat Julien dann in der Scheune mit einem anderen Dienstmädchen. Ein weiteres wird von ihm auf seinem Zimmer verführt und Julien hat seinen ersten Oralsex. Schließlich kommen Julien und Julia zusammen und erleben, nackt auf einem Feld, einen romantischen Tag. Julien ruiniert diesen jedoch mit einem dummen Spruch und wird von Julia geohrfeigt.

## Hintergrund
In Zärtliche Cousinen steht nicht eine weibliche, sondern mit Julien eine männliche pubertierende Figur im Mittelpunkt. Die Hauptdarstellerin Anja Schüte war bereits vor ihrer Rolle bevorzugtes Hamilton-Fotomodell. Rowohlt gab 1981 den mit Kinobildern illustrierten Roman heraus.

## Romanvorlage
Zärtliche Cousinen basiert auf dem 1979 erstmals herausgegebenen gleichnamigen Roman Pascal Lainés, der sofort ein großer Publikumserfolg war und dessen Verfilmung bereits im Folgejahr in die Kinos kam.
Die Romanhandlung spielt im Sommer 1939 vor Beginn des Zweiten Weltkriegs in einem zur Ferienpension heruntergekommenen Schloss auf dem Land in der Île-de-France in Nordfrankreich. Das typisch französische «Savoir Vivre» – also die französische Lebenskunst – wird in Szene gesetzt. Geschildert wird das Erwachsenenleben verarmter Adeliger und ihrer Pensionisten auf französischem Landsitz mit zahlreichen erotischen Details sowie die erwachende Sexualität mehrerer Jugendlicher.
Dabei stellt der Roman eine nahezu ungetrübte französische Idylle vor bedrohlichem Hintergrund dar. Klischees von Freund und Feind werden schon bei Lainé ironisiert und gebrochen. So experimentiert der deutsche Professor Schönberg, der mit seiner lebenslustigen Tochter Liselotte dort seine Ferien verbringt, heimlich mit sexuellen Energien der Feriengäste.

## Kritiken
„Fade, zähflüssig, verworren, nach bekannter David-Hamilton-Art ästhetisierend fotografiert, mit sentimentaler Musik unterlegt. Ein nur durch Geistlosigkeit und entnervende Langweiligkeit auffallender Film.“

„Pubertätsschnulze […] Meisterstück des Softporno-Kuschelweichzeichner-Fotografen Hamilton.“

„Softsexfilm eines Regisseurs mit Faible für Weichzeichneraufnahmen.“